# Lijst van Eerste Kamerleden 1902-1904
Lijst van Eerste Kamerleden 1902-1904 geeft een overzicht van de leden van de Nederlandse Eerste Kamer in de periode tussen de verkiezingen van 1902 en de verkiezingen van 1904. De zittingsperiode van de Eerste Kamer ging in op 17 september 1902 en eindigde op 23 juli 1904 door tussentijdse ontbinding van de Eerste Kamer.
De Eerste Kamer telde 50 leden, gekozen door de leden van Provinciale Staten in de elf provincies. Eerste Kamerleden werden gekozen voor een termijn van negen jaar; om de drie jaar werd een derde deel van de Eerste Kamer vernieuwd.
| Naam                                | groepering                     | provincie     | begindatum        | einddatum        | refs   |
| ----------------------------------- | ------------------------------ | ------------- | ----------------- | ---------------- | ------ |
| Willem Alberda van Ekenstein        | Liberale Unie                  | Groningen     | 15-09-1896 [ d ]  | 23 december 1902 | [ 1 ]  |
| Frederik van Alphen                 | Liberale Unie                  | Zuid-Holland  | 15-09-1896 [ d ]  | 23 juli 1904     | [ 2 ]  |
| Maurits van Asch van Wijck          | Anti-Revolutionaire Partij     | Utrecht       | 19-09-1899 [ g ]  | 23 juli 1904     | [ 3 ]  |
| Willem van Basten Batenburg         | katholieken                    | Gelderland    | 19-09-1899 [ g ]  | 21 maart 1903    | [ 4 ]  |
| Arnoldus van Berckel                | katholieken                    | Gelderland    | 26 juni 1903      | 23 juli 1904     | [ 5 ]  |
| Jean Bevers                         | katholieken                    | Zuid-Holland  | 17 september 1902 | 23 juli 1904     | [ 6 ]  |
| Jacob van den Biesen                | katholieken                    | Noord-Brabant | 17 september 1902 | 23 juli 1904     | [ 7 ]  |
| Rembt van Boneval Faure             | vrije liberalen                | Zuid-Holland  | 19-09-1899 [ g ]  | 23 juli 1904     | [ 8 ]  |
| Henricus Bosch van Drakestein       | katholieken                    | Utrecht       | 17 september 1902 | 23 juli 1904     | [ 9 ]  |
| Jan Breebaart                       | Liberale Unie                  | Noord-Holland | 17 september 1902 | 23 juli 1904     | [ 10 ] |
| Joseph Brouwers                     | katholieken                    | Limburg       | 2 december 1902   | 23 juli 1904     | [ 11 ] |
| Herman Bultman                      | Liberale Unie                  | Noord-Holland | 15-09-1896 [ d ]  | 23 juli 1904     | [ 12 ] |
| François Coenen                     | katholieken                    | Limburg       | 19-09-1899 [ g ]  | 14 oktober 1902  | [ 13 ] |
| Willem Cremers                      | katholieken                    | Gelderland    | 17 september 1902 | 23 juli 1904     | [ 14 ] |
| Alexander Dijckmeester              | vrije liberalen                | Overijssel    | 17 september 1902 | 23 juli 1904     | [ 15 ] |
| Petrus van der Does de Willebois    | katholieken                    | Noord-Brabant | 15-09-1896 [ d ]  | 23 juli 1904     | [ 16 ] |
| Rembertus Dojes                     | Liberale Unie                  | Groningen     | 10 april 1903     | 23 juli 1904     | [ 17 ] |
| Hendrik Fennema                     | Liberale Unie                  | Friesland     | 15-09-1896 [ d ]  | 23 juli 1904     | [ 18 ] |
| Johan Gleichman                     | vrije liberalen                | Friesland     | 15-09-1896 [ d ]  | 23 juli 1904     | [ 19 ] |
| Karel Godin de Beaufort             | Vrij-Antirevolutionaire Partij | Zeeland       | 17 september 1902 | 23 juli 1904     | [ 20 ] |
| Jacob Havelaar                      | Vrij-Antirevolutionaire Partij | Zuid-Holland  | 17 september 1902 | 23 juli 1904     | [ 21 ] |
| Gerrit van Heek                     | vrije liberalen                | Overijssel    | 19-09-1899 [ g ]  | 17 juni 1903     | [ 22 ] |
| Pieter 't Hooft                     | Anti-Revolutionaire Partij     | Gelderland    | 17 september 1902 | 23 juli 1904     | [ 23 ] |
| Willem Hovy                         | Anti-Revolutionaire Partij     | Zeeland       | 15-09-1896 [ d ]  | 23 juli 1904     | [ 24 ] |
| Frederik s' Jacob                   | vrije liberalen                | Zuid-Holland  | 19-09-1899 [ g ]  | 23 juli 1904     | [ 25 ] |
| Melchert de Jong                    | Liberale Unie                  | Noord-Holland | 17 september 1902 | 23 juli 1904     | [ 26 ] |
| Herman Kist                         | Liberale Unie                  | Noord-Holland | 15-09-1896 [ d ]  | 23 juli 1904     | [ 27 ] |
| Dirk Laan                           | Liberale Unie                  | Noord-Holland | 15-09-1896 [ d ]  | 23 juli 1904     | [ 28 ] |
| Wilhelmus van Leeuwen               | vrije liberalen                | Noord-Holland | 17 september 1902 | 23 juli 1904     | [ 29 ] |
| Hendrik van Lier                    | Liberale Unie                  | Drenthe       | 17 september 1902 | 23 juli 1904     | [ 30 ] |
| Willem Merkelbach                   | katholieken                    | Noord-Brabant | 15-09-1896 [ d ]  | 23 juli 1904     | [ 31 ] |
| Alphonse Michiels van Kessenich     | katholieken                    | Limburg       | 15-09-1896 [ d ]  | 23 juli 1904     | [ 32 ] |
| Hermanus Nebbens Sterling           | Liberale Unie                  | Zuid-Holland  | 15-09-1896 [ d ]  | 23 juli 1904     | [ 33 ] |
| Frederik van Nierop                 | Liberale Unie                  | Noord-Holland | 19-09-1899 [ g ]  | 23 juli 1904     | [ 34 ] |
| Anthony Nijsingh                    | Liberale Unie                  | Drenthe       | 19-09-1899 [ g ]  | 23 juli 1904     | [ 35 ] |
| Willem van Pallandt van Waardenburg | conservatieven                 | Gelderland    | 19-09-1899 [ g ]  | 23 juli 1904     | [ 36 ] |
| Willem Prinzen                      | katholieken                    | Noord-Brabant | 19-09-1899 [ g ]  | 23 juli 1904     | [ 37 ] |
| Eduard Rahusen                      | vrije liberalen                | Noord-Holland | 19-09-1899 [ g ]  | 23 juli 1904     | [ 38 ] |
| Frederic Reekers                    | katholieken                    | Gelderland    | 15-09-1896 [ d ]  | 23 juli 1904     | [ 39 ] |
| Hubert Regout                       | katholieken                    | Limburg       | 17 september 1902 | 23 juli 1904     | [ 40 ] |
| Isaac van Roijen                    | Liberale Unie                  | Overijssel    | 15-09-1896 [ d ]  | 23 juli 1904     | [ 41 ] |
| Alphons Sassen                      | katholieken                    | Noord-Brabant | 17 september 1902 | 23 juli 1904     | [ 42 ] |
| Jan Schimmelpenninck van der Oye    | Vrij-Antirevolutionaire Partij | Gelderland    | 15-09-1896 [ d ]  | 23 juli 1904     | [ 43 ] |
| Jan Scholten                        | Liberale Unie                  | Groningen     | 17 september 1902 | 23 juli 1904     | [ 44 ] |
| Jacob Sickenga                      | vrije liberalen                | Friesland     | 17 september 1902 | 10 november 1903 | [ 45 ] |
| Jacob Sickenga                      | vrije liberalen                | Friesland     | 23 november 1903  | 23 juli 1904     | [ 45 ] |
| Dirk Stork                          | vrije liberalen                | Overijssel    | 20 juli 1903      | 23 juli 1904     | [ 46 ] |
| Johannes Tak van Poortvliet         | Liberale Unie                  | Noord-Holland | 19-09-1899 [ g ]  | 26 januari 1904  | [ 47 ] |
| Simon van Velzen                    | Anti-Revolutionaire Partij     | Zuid-Holland  | 15-09-1896 [ d ]  | 23 juli 1904     | [ 48 ] |
| Sjoerd Vening Meinesz               | vrije liberalen                | Zuid-Holland  | 19-09-1899 [ g ]  | 23 juli 1904     | [ 49 ] |
| Benjamin Vlielander Hein            | Liberale Unie                  | Zuid-Holland  | 19-09-1899 [ g ]  | 23 juli 1904     | [ 50 ] |
| Wilco van Welderen Rengers          | Liberale Unie                  | Friesland     | 19-09-1899 [ g ]  | 23 juli 1904     | [ 51 ] |
| Derk Welt                           | Liberale Unie                  | Groningen     | 19-09-1899 [ g ]  | 23 juli 1904     | [ 52 ] |
| Aart van der Wijck                  | vrije liberalen                | Noord-Holland | 19 april 1904     | 23 juli 1904     | [ 53 ] |
| Jan Woltjer                         | Anti-Revolutionaire Partij     | Zuid-Holland  | 17 september 1902 | 23 juli 1904     | [ 54 ] |
| Emilius van Zinnicq Bergmann        | katholieken                    | Noord-Brabant | 19-09-1899 [ g ]  | 23 juli 1904     | [ 55 ] |